# Amblyraja
Amblyraja es un género de peces Rajiformes de la familia Rajidae.

## Especies
El género Amblyraja incluye 10 especies:
- Amblyraja badia (Garman, 1899)
- Amblyraja doellojuradoi (Pozzi, 1935)
- Amblyraja frerichsi (Kreft, 1968)
- Amblyraja georgiana (Norman, 1938)
- Amblyraja hyperborea (Collett, 1879)
- Amblyraja jenseni (Bigelow & Schroeder, 1950)
- Amblyraja radiata (Donovan, 1908)
- Amblyraja reversa (Lloyd, 1906)
- Amblyraja robertsi (Hulley, 1970)
- Amblyraja taaf (Meissner, 1987)